# Karbon14
Karbon14 o simplement Karbon és una aplicació gratuïta d'edició de dibuix vectorial per sistemes operatius Linux, similar a Adobe Illustrator, Inkscape o CorelDraw. També està disponible per sistemes operatius Windows, Mac OS i BSD. Té una interfície fàcil d'utilitzar i fàcilment personalitzable. L'aplicació forma part de la suite ofimàtica Calligra de l'escriptori KDE. i anteriorment formava part de la suite ofimàtica KOffice. Anteriorment era conegut com a Kontour i anteriorment com a KIllustrator. Està sota llicència GPL i LGPL.
El nom és un joc de paraules entre KDE i l'isòtop radioactiu Carboni-14.

## Característiques
- Carregar fitxers ODG, SVG, WPG, WMF i EPS/PS.[7]
- Guardar fitxers ODG, SVG, PNG, PDF, WMF.
- Interfície d'usuari personalitzable amb barres d'eines fàcilment desplaçables.
- Finestra acoblable que facilita l'ús de documents complexes amb vista prèvia en miniatures, suport per agrupar formes arrossegant, control de la visibilitat i bloqueig.
- Una eina avançada per l'edició de rutes amb gran capacitat d'edició.
- Varies eines de dibuix per crear formes, incloent una eina de traçat, una eina de llapis i una eina per dibuix de cal·ligrafia.
- Eines i patrons de gradient per una edició fàcil d'estils de degradat.
- Ajustaments per l'ús per a principiants (com ajustament a la quadrícula, línies guia, caixes delimitadores, posicions ortogonals, interseccions de formes o extensions de línies i trajectes).
- Inclou formes predefinides com estrelles, cercles o rectangles.
- Suport per text artístic seguint un contorn.
- Operacions i efectes de traçat complexes de tipus booleà per conjunts d'operacions, aplanament, arrodoniment, refinament del traç i efectes de remolí i pulsació.
- Fàcilment ampliable gràcies a extensions, amb noves eines, formes i acobladors.

Tot i que Karbon suporta transparències, té dificultats per obrir arxius amb transparències provinents d'altres programes de dibuix vectorial com Inkscape o Xara LX.